# JFEエンジニアリング
JFEエンジニアリング株式会社（英文社名 JFE Engineering Corporation）は、東京都千代田区内幸町及び神奈川県横浜市鶴見区に本社（登記上の本店は東京都千代田区内幸町）を置く、エネルギーシステムや環境システム、水処理システム、鋼製構造物、産業機械などの設計、建設を行う、JFEホールディングス傘下の企業である。
日本鋼管（NKK）と川崎製鉄の統合により、日本鋼管の鉄鋼事業をJFEスチール（旧・川崎製鉄）に移管し、法人としての日本鋼管と同社のエンジニアリング事業を継承した会社である。

## 沿革

### 日本鋼管

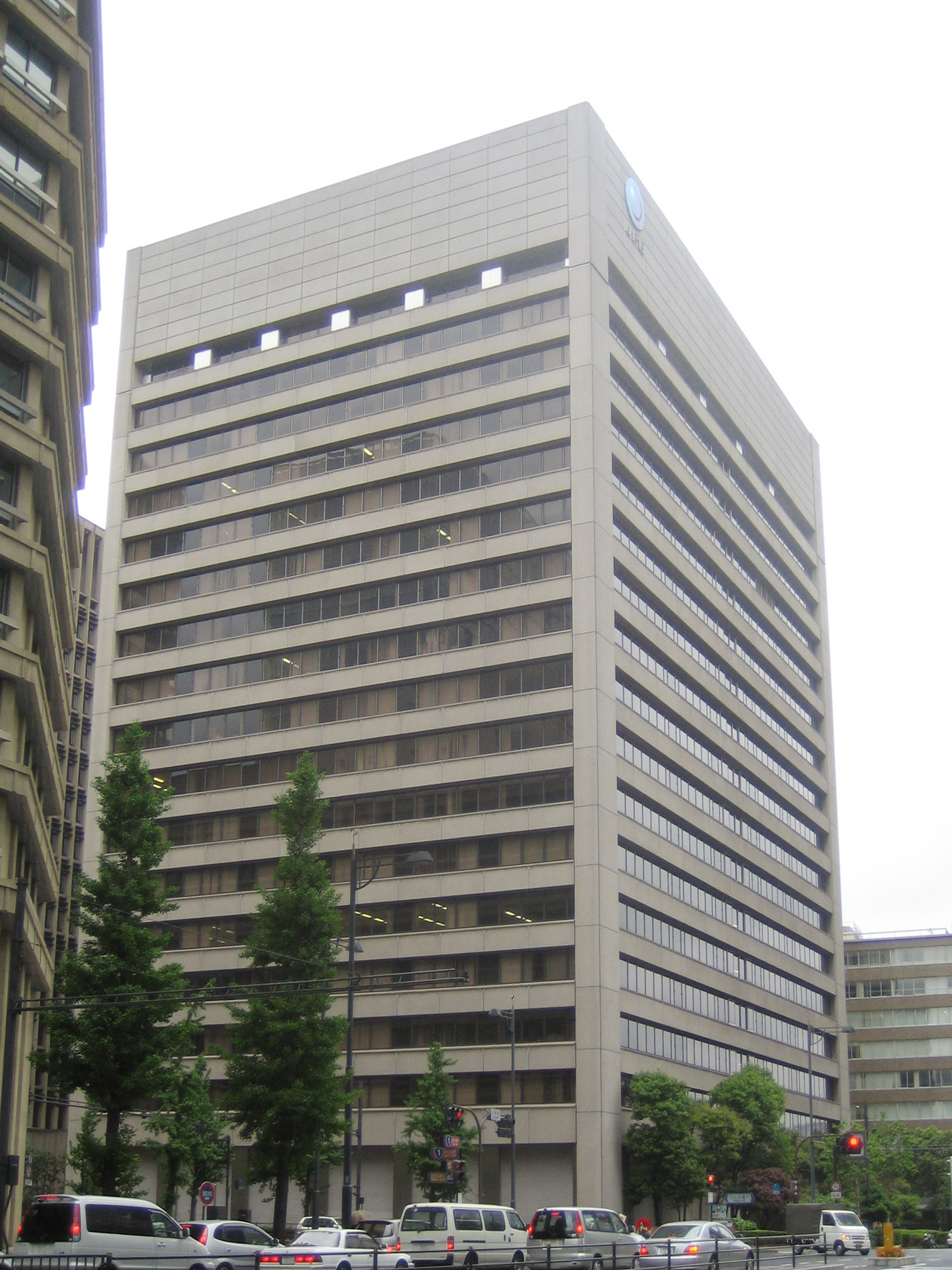
旧日本鋼管本社ビル。後に取り壊され、跡地には2010年に三井住友銀行本店ビルディングが建てられた。

- 1912年（明治45年）6月8日 - 日本鋼管株式会社（にっぽんこうかん）設立。本社所在地は川崎市。
- 1913年（大正2年) 4月 - 営業開始。同年12月、シームレス鋼管の製造を開始[1]。
- 1916年 (大正5年) 4月 - 横浜造船所を設立（後に浅野造船所に改称）。
- 1919年（大正8年）11月 - 電気製鉄株式会社を合併、富山電気製鉄所発足。
- 1933年（昭和8年）12月 - 第二鋼管株式会社を合併。
- 1935年（昭和10年）6月 - 昭和鋼管株式会社を合併。
- 1935年（昭和10年）7月 - 川崎コークス株式会社を合併。
- 1935年（昭和10年）10月 - 新潟電気製鉄所発足。
- 1937年（昭和12年）12月 - 第三鋼管株式会社を合併。
- 1938年（昭和13年）6月 - ドイツより導入したトーマス転炉の操業を開始。
- 1940年（昭和15年）10月 - 同じ浅野系の兄弟会社、鶴見製鉄造船株式会社を合併、鶴見造船所発足。これにより重工部門を有し、事業の多角化を図る。
- 1941年（昭和16年）10月 - 満洲証券取引所上場廃止。
- 1944年（昭和19年）7月 - 川崎窯業株式会社を合併。
- 1946年（昭和21年）4月 - 川崎製鉄所操業開始。
- 1947年（昭和22年）6月 - 鶴見製鉄所操業開始。
- 1949年（昭和24年）4月 - 鋼管鉱業株式会社（現・JFEミネラル）を設立。
- 1949年（昭和24年）5月16日 - 東京証券取引所・大阪証券取引所に株式上場。
- 1949年（昭和24年）6月2日 - 東海運輸株式会社（現・JFE物流）を設立。
- 1959年（昭和34年）2月 - 水江製鉄所発足。
- 1959年（昭和34年）8月1日 - 日本鋼管工事株式会社（現・JFE工建）を設立。横浜ヨットを子会社化。
- 1960年（昭和35年）11月 - 日本鋼管ライトスチール株式会社（現・JFE建材）を設立。
- 1961年（昭和36年）12月 - 日本鋼管不動産株式会社を設立。
- 1965年（昭和40年）2月 - 福山製鉄所発足。
- 1966年（昭和41年）1月 - 日本ブラストマシン株式会社（現・JFEプラントエンジ）に資本参加。
- 1967年（昭和42年）6月2日 - 津造船所建設を運輸省に申請（日本最初の50万GT級ドック）。
- 1968年（昭和43年）4月 - 川崎製鉄所・鶴見製鉄所・水江製鉄所を統合し京浜製鉄所発足。
- 1969年（昭和44年）1月 - 津造船所発足。
- 1974年（昭和49年） - 東京都千代田区丸の内に日本鋼管本社ビル竣工（2007年に解体され、現在は三井住友銀行本店ビルディング）。
- 1976年（昭和51年）11月 - 京浜製鉄所の埋め立て地・扇島に第1高炉が火入れされ、新製鉄施設群がスタート。
- 1988年（昭和63年）6月8日 - 呼称社名を「NKK」に変更（登記社名は変更なし）。
- 1990年（平成2年）3月 - 富士ディーゼル社のメンテナンス事業を継承。
- 2000年（平成12年）10月 - LSI設計事業、電子デバイス事業を富士通に譲渡し撤退。
- 2000年（平成12年）12月31日 - 日本鋼管不動産を吸収合併。
- 2001年（平成13年）4月1日 - 日本鋼管・住友重機械工業・日立造船の製鉄プラント部門を統合し、スチールプランテック株式会社を設立。
- 2002年（平成14年）1月 - 米国子会社ナショナル・スチールを、米国USスチールに売却。
- 2002年（平成14年）9月19日 - 上場廃止。
- 2002年（平成14年）9月27日 - 株式移転により、川崎製鉄と共同でJFEホールディングスを設立。
- 2002年（平成14年）10月1日 - 日本鋼管・日立造船の造船部門を統合しユニバーサル造船株式会社を設立、鶴見事業所・津製作所の造船部門を同社に譲渡。

### JFEエンジニアリング発足後
- 2003年（平成15年）4月1日 - 日本鋼管、川崎製鉄の両社事業を再編、エンジニアリング関連事業を日本鋼管が承継し、JFEエンジニアリング株式会社に社名変更。
- 2008年（平成20年）3月31日 - 保有するユニバーサル造船の全株式を親会社のJFEホールディングスに譲渡。
- 2008年（平成20年）4月1日 - 川鉄橋梁鉄構を吸収合併。
- 2009年（平成21年）4月1日 - JFE工建、JFE環境ソリューションズを吸収合併、及びJFEソルデック（現・ジャパンテクノメイト・ソルデックセンター）の技術センター（パイプライン技術部、プラント技術部）・設計センター（環境設計部・産業機械設計部）を統合。
- 2013年（平成25年） - 電力事業子会社、アーバンエナジーを設立。鋼構造物製造子会社J＆Mスチールソリューションズ設立。
- 2014年（平成26年） - 磯村豊水機工を統合。ドイツ企業のスタンダードケッセル・パワーシステムズを子会社化。
- 2018年（平成30年） - 株式会社Jバイオフードリサイクルによる食品リサイクル事業開始。
- 2019年（平成31年） - JFE環境と東京臨海リサイクルパワーが合併、J&T環境が発足。AnyTechを子会社化。
- 2020年（令和2年） - 三井E&Sグループより三井E&Sプラントエンジニアリングの株式を譲受し、JFEプロジェクトワンに商号変更。
- 2021年（令和3年） - 三井E&Sグループより三井E&S環境エンジニアリングの株式を譲受し、JFE環境テクノロジーに商号変更。
- 2025年（令和7年） - 住友化学株式会社より住友ケミカルエンジニアリングの株式を譲受しJFEプラントテクノロジーに商号変更。

## 歴代社長
日本鋼管
- 白石元治郎 1912-1921
- 大川平三郎 1921-1937
- 白石元治郎 1937-1942
- 浅野良三　 1942-1946
- 渡邊政人　 1946-1947
- 河田重　　 1947-1963
- 赤坂武　　 1963-1971
- 槇田久生　 1971-1980
- 金尾實　　 1980-1985
- 山城彬成　 1985-1992
- 三好俊吉　 1992-1997
- 下垣内洋一 1997-2002
- 半明正之　 2002-2003

JFEエンジニアリング
- 土手重治　 2003-2005
- 斎藤脩　 　2005-2008
- 岸本純幸　 2008-2014
- 狩野久宣　 2014-2017
- 大下元　 　2017-2024
- 福田一美　 2024-

## 事業所所在地
- 東京本社 - 東京都千代田区内幸町2-2-3（日比谷国際ビル22階）
- 横浜本社 - 横浜市鶴見区末広町2-1
- 生産拠点
  - 鶴見製作所 - 横浜市鶴見区末広町2-1
  - 津製作所 - 三重県津市雲出鋼管町1 - 町名は「日本鋼管」に由来。
  - 笠岡モノバイル製作所 - 岡山県笠岡市鋼管町13
- 研究拠点
  - 総合研究所 - 横浜市鶴見区末広町2-1

## 事業部、主な製品
- 調達本部
- 技術本部
  - 総合研究所
  - メディカル事業センター
- DX本部
  - 制御技術センター（環境制御部、エネルギー制御部）
  - ICTセンター
- シビルエンジニアリングセンター（建築技術部、土木技術部、構造技術部、設備技術部）
- 電力ビジネス事業部
  - 電力小売り
  - 地域新電力
- 環境本部
  - 環境プラント
  - 上下水プラント
  - 汚泥処理プラント
  - バイオガスプラント
  - アクアパイプライン
- エネルギー本部
  - LNG基地
  - バイオマス発電プラント
  - 地熱発電プラント
  - エネルギープラント
  - ガスパイプライン
- 社会インフラ本部
  - 橋梁
  - 沿岸構造物
  - 蒸気タービン
  - エンジン
  - クレーン
  - シールドマシン
  - サイクルツリー
  - バラストシステム
  - 自動せりシステム
- βセンター
  - スマートアグリ
- 海外支店・現地法人
  - フィリピン支店、バンコク支店、ヤンゴン支店、サウジアラビア支店、北京、ベトナム、シンガポール、マレーシア、インドネシア、米国
- 国内支店
  - 北海道支店、東北支店、福島復興再生支店、東京支店、横浜支店、川崎支店、新潟支店、北陸支店、静岡支店、名古屋支店、大阪支店、中国支店、九州支店、沖縄支店

## 過去の製品

### 日本鋼管 造船部門
太平洋戦争中に小型の海防艦を大量に建造している。戦後は海上自衛隊向けの掃海艇を毎年コンスタントに建造した。また南極観測船「ふじ」「しらせ（初代）」もこの造船所の建造である。

#### 日本海軍向け
- 海防艦
  - 占守型：国後
  - 択捉型：佐渡、対馬
  - 御蔵型 ：御蔵、三宅、倉橋、屋代、千振、草垣
  - 鵜来型：鵜来、沖縄、粟国、奄美
  - 丙型：5号 - 7号 - 13号 - 15号 - 17号 - 19号 - 25号 - 27号 - 29号 - 31号 - 33号 - 35号 - 39号 - 41号 - 47号 - 49号 - 53号 - 55号 - 57号 - 59号 - 71号 - 73号 - 77号 - 79号 - 85号 - 87号 - 97号 - 105号 - 107号（97,105,107は戦後完成）
- 駆潜艇
- 敷設艇
- 駆潜特務艇

#### 海上自衛隊向け
- やえやま型掃海艦
  - MSO-302 「つしま」（2番艦）
  - MSO-303 「はちじょう」（3番艦）
- 掃海艇1号型
- あただ型掃海艇
- MSC-603 「やしろ」
- かさど型掃海艇
- たかみ型掃海艇
- はつしま型掃海艇
- うわじま型掃海艇
- すがしま型掃海艇
- ATS-4202「くろべ」
- ひうち型多用途支援艦
  - AMS-4301 「ひうち」（1番艦）
- AGB-5001 「ふじ」
- AGB-5002 「しらせ (初代)」
- AGS-5101 「あかし」

#### 海上保安庁向け
- PLH-01 「そうや」
- PM-15 「てしお(3代)」
- HL-02 「拓洋(2代)」
- ひりゆう型消防船 (初代)
- FL-01 「ひりゆう(2代)」

#### 官公庁向け
- 照洋丸（漁業調査船）

## JFEエンジニアリンググループ
- JFEアーバンリサイクル
- J&T環境
- JFE環境サービス
- JFE環境テクノロジー
- JFEキャリアナビ
- JFEパイプライン
- ジャパントンネルシステムズ
- JFEテクノス
- JFEビジネスサポート横浜
- JFEプロジェクトワン
- AnyTech
- アーバンエナジー
- あすか創建
- ealo
- 北日本機械
- スチールプランテック
- 東北ドック鉄工
- 福山リサイクル発電
- 富士化工
- 三重データクラフト

## 関連する人物

今泉嘉一郎

- 川原五郎（日本鋼管顧問）
- 白石元治郎、今泉嘉一郎（日本鋼管創業者）
- 槇田久生
- 下垣内洋一
- 半明正之
- 松本洋

## 企業スポーツ
いずれも休部中で、NKK硬式野球部が福山市にある以外はすべて川崎市にあった。
- 日本鋼管サッカー部
- 日本鋼管野球部
- NKK硬式野球部（旧・日本鋼管福山野球部）→川崎製鉄水島硬式野球部と統合・JFE西日本硬式野球部
- NKKナイツ（男子バレーボール部）
- NKKシーホークス（男子バスケットボール部）

## 不祥事
- 2022年2月13日、沖縄県竹富町発注の水道施設工事で社員3名が公契約関係競売入札妨害の疑いで逮捕された[2]。3月28日、うち2人が官製談合防止法違反罪などで起訴された。1人は処分保留となった[3]。2023年10月25日、2人が那覇地方裁判所からそれぞれ懲役1年6月執行猶予4年を言い渡された[4]。